# Município de Gibson (condado de Mercer, Ohio)
Localização do Ohio nos E.U.A.
O município de Gibson (em inglês: Gibson Township) é um município localizado no condado de Mercer no estado estadounidense de Ohio. No ano de 2010 tinha uma população de 2.005 habitantes e uma densidade populacional de 34,32 pessoas por km².

## Geografia
O município de Gibson encontra-se localizado nas coordenadas 40° 22′ 45″ N, 84° 45′ 00″ O. Segundo o Departamento do Censo dos Estados Unidos, o município tem uma superfície total de 58.42 km², da qual 58,36 km² correspondem a terra firme e (0,1 %) 0,06 km² é água.

## Demografia
Segundo o censo de 2010, tinha 2.005 pessoas residindo no município de Gibson. A densidade populacional era de 34,32 hab./km².